# Іноземне підприємство
Іноземне підприємство — за законодавством України це підприємство, в статутному капіталі якого іноземна інвестиція становить сто відсотків. Якщо в статутному капіталі підприємства іноземна інвестиція становить не менш як десять відсотків, воно визнається підприємством з іноземними інвестиціями.
Іноземне підприємство — це унітарне або корпоративне підприємство, створене за законодавством України, що діє виключно на основі власності іноземців або іноземних юридичних осіб, або діюче підприємство, придбане повністю у власність цих осіб.
Іноземні підприємства не можуть створюватися в галузях, визначених законом, що мають стратегічне значення для безпеки держави.